# Archibald Hill
Archibald Vivian Hill (Bristol, 26 september 1886 – Cambridge, 3 juni 1977) was een Engels fysioloog en een van de stichters van de verschillende disciplines van biofysica en operationeel onderzoek. Hij deelde in 1922 de Nobelprijs voor Fysiologie of Geneeskunde met Otto Fritz Meyerhof voor zijn verklaring hoe spieren mechanische arbeid verrichten.

## Biografie
Hill was de zoon van Jonathan en Ada Priscilla Rumney Hill. Zowel hij als zijn jongere zus Muriel werden door hun moeder grootgebracht omdat zijn vader het gezin had verlaten toen hij drie jaar oud was. Hij studeerde op het Trinity College van de Universiteit van Cambridge voordat hij zich op fysiologie toelegde. Zijn vroege werk omvatte wat we nu kennen als Michaelis-Menten kinetica en het gebruik van de Hill-coëfficiënt. Hij maakte veel exacte metingen van de fysica van zenuwen en spieren is wordt samen met Hermann Helmholtz gezien als een van de grondleggers van de biofysica.
In 1913 trad hij in het huwelijk met Margaret Keynes (1890-1974), dochter van de econoom John Neville Keynes en zuster van de econoom John Maynard Keynes. Uit het huwelijk werden twee zonen (David Keynes en Maurice) en twee dochters (Polly en Janet) geboren.
Bij de uitbraak van de Eerste Wereldoorlog in 1914 ging hij in het leger en werkte hij in een team van wetenschappers aan ballistieke en operations research onderwerpen. In dit team zaten veel prominente Britse natuurkundigen zoals Ralph Fowler, Douglas Hartree en Arthur Milne.
In 1919 ging hij terug naar Cambridge. In 1920 verkreeg hij de leerstoel in de fysiologie in Manchester. Gelijktijdig met de Duitser Otto Fritz Meyerhof verhelderde hij het proces hoe spieren kracht produceren. De twee deelden in 1922 de Nobelprijs voor Fysiologie of Geneeskunde.
In 1923 volgde hij Ernest Starling op als professor in de fysiologie aan het University College London, aan welke instelling hij tot zijn emeritaat in 1951 verbonden bleef. Hij bleef een actief onderzoeker tot 1966.
De Tweede Wereldoorlog was het begin van uitgebreide openbare functies. Al in 1935 werkte hij met Patrick Blackett en Henry Tizard bij het comité dat de grondslag legde voor radar. Hij was onafhankelijk Member of Parliament (1940-1945) en vicepresident van de Academic Assistance Council (AAC), een functie die het hem mogelijk maakte actief Joodse medewetenschappers te redden die door het regime van Adolf Hitler vervolgd werden. Als symbool van dank hiervoor ontving hij een speelgoedhitlerpop, met bewegende arm. In 1948 kreeg hij de Copley Medal.

## Over Hill
- Katz, B. (1986). "Archibald Vivian Hill", Dictionary of National Biography, Oxford University Press, Oxford, p.406
- Lusk, G. (1925) Lectures on nutrition: 1924-1925,W.B. Saunders Company,Philadelphia
- Stevenson, L.G. (1953) Nobel Prize Winners in Medicine and Physiology: 1901-1950,Henry Schuman, New York

- Bibsys: 90058289
- Bibliothèque nationale de France: cb12847653k (data)
- CiNii: DA03372260
- Gemeinsame Normdatei: 101349777
- International Standard Name Identifier: 0000 0001 1057 3089
- Library of Congress Control Number: n85809227
- Nationale Bibliotheek van Letland: 000165705
- Mathematics Genealogy Project: 50423
- Bibliotheek van het Japanse parlement: 00443312
- Nationale Bibliotheek van Tsjechië: nlk20000079370
- Nationale bibliotheek van Australië: 35283132
- Nationale Bibliotheek van Israël: 987007278619305171
- Nationale Bibliotheek van Polen: a0000002080255
- Nederlandse Thesaurus van Auteursnamen: 126672857
- Réseau des bibliothèques de Suisse occidentale: 02-A006080514
- Istituto Centrale per il Catalogo Unico: PALV040736
- SNAC: w6w67n2c
- Système universitaire de documentation: 050635689
- Trove: 896642
- Virtual International Authority File: 39505607
- WorldCat: E39PBJm4TDdW4XQFFqW9ky6VG3

1901: Behring · 
1902: Ross · 
1903: Finsen · 
1904: Pavlov · 
1905: Koch · 
1906: Golgi, Ramón y Cajal · 
1907: Laveran · 
1908: Mechnikov, Ehrlich · 
1909: Kocher · 
1910: Kossel · 
1911: Gullstrand · 
1912: Carrel · 
1913: Richet ·
1914: Bárány · 
1919: Bordet · 
1920: Krogh · 
1922: Hill, Meyerhof · 
1923: Banting, Macleod · 
1924: Einthoven ·
1926: Fibiger · 
1927: Wagner-Jauregg · 
1928: Nicolle · 
1929: Eijkman, Hopkins · 
1930: Landsteiner · 
1931: Warburg · 
1932: Sherrington, Adrian · 
1933: Morgan · 
1934: Whipple, Minot, Murphy · 
1935: Spemann · 
1936: Dale, Loewi · 
1937: Szent-Györgyi · 
1938: Heymans · 
1939: Domagk · 
1943: Dam, Doisy · 
1944: Erlanger, Gasser · 
1945: Fleming, Chain, Florey · 
1946: Muller · 
1947: C. Cori, G. Cori, Houssay · 
1948: Müller · 
1949: Hess, Moniz · 
1950: Kendall, Reichstein, Hench · 
1951: Theiler · 
1952: Waksman · 
1953: Krebs,Lipmann ·
1954: Enders, Weller, Robbins · 
1955: Theorell · 
1956: Cournand, Forssmann, Richards · 
1957: Bovet · 
1958: Beadle, Tatum, Lederberg · 
1959: Ochoa, Kornberg · 
1960: Burnet, Medawar · 
1961: Békésy · 
1962: Crick, Watson, Wilkins · 
1963: Eccles, Hodgkin, Huxley · 
1964: Bloch, Lynen · 
1965: Jacob, Lwoff, Monod · 
1966: Rous, Huggins · 
1967: Granit, Hartline, Wald · 
1968: Holley, Khorana, Nirenberg · 
1969: Delbrück, Hershey, Luria · 
1970: Katz, Euler, Axelrod · 
1971: Sutherland · 
1972: Edelman, Porter · 
1973: Frisch, Lorenz, Tinbergen · 
1974: Claude, De Duve, Palade · 
1975: Baltimore, Dulbecco, Temin ·
1976: Blumberg, Gajdusek · 
1977: Guillemin, Schally, Yalow · 
1978: Arber, Nathans, Smith · 
1979: Cormack, Hounsfield · 
1980: Benacerraf, Dausset, Snell · 
1981: Sperry, Hubel, Wiesel · 
1982: Bergström, Samuelsson, Vane · 
1983: McClintock · 
1984: Jerne, Köhler, Milstein · 
1985: Brown, Goldstein · 
1986: Cohen, Levi-Montalcini · 
1987: Tonegawa · 
1988: Black, Elion, Hitchings · 
1989: Bishop, Varmus · 
1990: Murray, Thomas · 
1991: Neher, Sakmann · 
1992: Fischer, Krebs · 
1993: Roberts, Sharp · 
1994: Gilman, Rodbell · 
1995: Lewis, Nüsslein-Volhard, Wieschaus · 
1996: Doherty, Zinkernagel · 
1997: Prusiner · 
1998: Furchgott, Ignarro, Murad · 
1999: Blobel · 
2000: Carlsson, Greengard, Kandel ·
2001: Hartwell, Hunt, Nurse · 
2002: Brenner, Horvitz, Sulston · 
2003: Lauterbur, Mansfield · 
2004: Axel, Buck · 
2005: Marshall, Warren ·
2006: Fire, Mello ·
2007: Capecchi, Smithies, Evans ·
2008: Zur Hausen, Barré–Sinoussi, Montagnier ·
2009: Blackburn, Greider, Szostak ·
2010: Edwards ·
2011: Beutler, Hoffmann, Steinman ·
2012: Gurdon, Yamanaka ·
2013: Rothman, Schekman, Südhof ·
2014: O'Keefe, Moser, Moser ·
2015: Campbell, Omura, Tu ·
2016: Osumi ·
2017: Hall, Rosbash, Young ·
2018: Allison, Honjo ·
2019: Kaelin, Ratcliffe, Semenza ·
2020: Alter, Houghton, Rice ·
2021: Julius, Patapoutian ·
2022: Pääbo ·
2023: Karikó, Weissman ·
2024: Ambros, Ruvkun